# Am-звезда
Am-звёзды — звёзды спектрального класса A (эти звёзды называют также А-звёздами с металлическими линиями), которые имеют в своем спектре необычно сильные линии поглощения некоторых элементов, особенно металлов: железа, никеля, цинка, стронция, циркония, бария и слабые линии кальция и скандия. Эти особенности, как полагают, являются следствием вертикального расслоения, при котором некоторые элементы накапливаются в устойчивых внешних слоях медленно вращающейся звезды.
Молодые звёзды спектрального класса A вращаются весьма быстро, но некоторые из них под воздействием приливных сил в двойной системе замедляют вращение.
| Собственное имя | Обозначения Байера  | Видимая звёздная величина |
| --------------- | ------------------- | ------------------------- |
| Сириус A        | α Большого Пса A    | −1.47                     |
| Кастор Ba       | α Близнецов Ba      | +2.96                     |
| Хорт            | θ Льва              | +3.4                      |
| Мицар B         | ζ Большой Медведицы | +3.95                     |
| Акубенс A       | α Рака A            | +4.26                     |
| Альриша B       | α Рыб B             | +5.23                     |